# C4P
A C4P egy lengyel féllánctalpas tüzérségi vontató volt a második világháborúban.

## Történet
A jármű az olasz licenc alapján gyártott 2,5 tonnás Polski Fiat 621 teherautón alapult. A féllánctalpas változatot 1934-ben tervezték a Fegyveres Erők Technikai Kutatóintézet varsói irodájában. A tervezésnél felhasználták több teherautó alkatrészét is, néhányat módosítottak vagy megerősítettek. A sebességváltót módosították jobb terepjáró képesség elérése érdekében. A legfőbb különbség a hátsó tengely lánctalpra való kicseréléséből adódott. A lánctalp mechanikájának elkészítését a francia Citroën-Kegresse P14/ 17/ 19 féllánctalpas vontató és a Vickers E harckocsi felfüggesztése inspirálta. Egy prototípus széria 1935-ben készült el, a sorozatgyártás pedig 1936-ban indult a PZInż-nél (Państwowe Zaklady Inzynieryjne - Állami Hadmérnöki Művek). 1939-ig nagyjából 400 féllánctalpas teherautó készült különféle változatokban. Legalább 80 közülük a C4P megjelölésű tüzérségi vontató volt.

## Leírás
A Model 34 féllánctalpas kasznija fa-acél konstrukció volt, ami egy téglalap alapú vázon ült. Az első tengely fél-ellipszis laprugókkal és lengéscsillapítóval volt szerelve. A hátsó felfüggesztés egy fél-ellipszis laprugókkal felfüggesztett tengelyből, rajta egy lengőkarral volt szerelve (a korábbi és a későbbi járművek eltértek egy kicsit egymástól a lengőkar alakzatában). A két futógörgő és a láncfeszítő kerék is lengőkarral volt felfüggesztve. A láncmeghajtó kerék elöl volt. Egy visszavezető kerék lengőkarral volt rögzítve. A lánctalpak csapszeg nélküliek, gumi és acél, egészen modern tervezetetűek. A lánctalp szélessége 0,3 m.
Úgy tűnik, hogy mind a korai, mind a későbbi C4P vontatóknak két típusa volt: az egyik egy hosszabb alvázzal a 75 mm-es és 100 mm-es tüzérségi eszközök és a hozzájuk tartozó ágyútaliga vontatására, a másik típus rövidebb alvázzal a nehezebb 105 mm-es és 120 mm-es tüzérségi eszközök vontatásához. A rövid alvázra, a két első ülés mögött, egy átlósan elhelyezett padot helyeztek 4 főnyi személyzet számára, menetiránynak háttal ülve. A személyzetet ponyva védte. A hosszabb alvázon két padot helyeztek a plató két oldalára 3-3 fő részére. A kezelőszemélyzet hetedik tagja a két pad között kapott helyet a vezetőfülke mögött, menetiránynak háttal ülve.
A C4P légvédelmi löveget is vontatott. Erre a célra általában a hosszabb alvázú, nyitott tetejű típust alkalmazták. A plató fölött vászontető volt, amit a vezetőfülke fölé is ki lehetett feszíteni. A motorház mindkét oldalán egy-egy pótkereket helyeztek el. Ezek a vontatók a 75 mm wz.36 St. légvédelmi lövegeket és a hozzájuk szükséges lőszert tartalmazó utánfutót vontatták.
A C4P vontató későbbi változatainál zárt fa és acél kabin volt, hasonlóan a Polski Fiat 621 tehergépkocsihoz. A plató fölé vásznat lehetett helyezni. A motorház bal oldalán egy pótkerék kapott helyet.

## Használat
1936-tól a C4P vontatókat az 1. Motorizált tüzérségi ezred rendelkezésére bocsátották  (pułk artylerii motorowej - 1.pamot), felváltva a francia Citroën-Kegresse P14 és P17 féllánctalpas vontatókat. Viszont nem váltották le az összes Citroënt a háború kitöréséig.
Az 1. pamot a békeidőben Stryj városában működött (most Ukrajna). Ez egy könnyű zászlóaljból (2 üteg 75 mm-es és egy üteg 100 mm-es tarackokból állt) és egy nehéz zászlóaljból (2 üteg a 120 mm-es tarackokból) állt. 1935-ig a 105 mm-es wz.23 lövegeket és a 155 mm-es wz.17 tarackokat is használták a motorizált tüzérségnél.
1939 nyarán a mobilizáció alatt az 1. pamot létrehozott 3 motorizált tüzérségi zászlóaljat (dywizjon artylerii motorowej - dam). Kettő közülük könnyű tüzérségi zászlóaljak voltak és a két lengyel motorizált dandárt támogatták. Minden zászlóalj rendelkezett két 4 lövegből álló üteggel. Ezek a következők voltak:
- a 16. dam a 10. Lovassági Dandár (10.DK) részére, négy 100 mm-es tarackkal és négy 75 mm-es tábori löveggel felszerelve;
- a 2. dam a WBP-M Dandár részére, nyolc 75 mm-es löveggel felszerelve.

18 C4P vontatót a 75 mm-es wz.97 (Schneider) tábori löveg és a 100 mm-es wz.14/19P (Škoda) tarack vonatására használtak a 16. dam-ban. A lövegeket a lőszerszekrényeik mögött vontatták, más vontatók muníciós utánfutókat vontattak. Minden löveget és felszerelést gumiabroncsos kerekekkel szereltek fel.
A harmadik motorizált tüzérségi egység a 6. dam volt - 6. Motorizált tüzérségi zászlóalj a Łódź Hadseregcsoportból. Ez egy nehéz tüzérségi egység volt, három 4 lövegből álló üteggel, régi 120 mm-es wz.1878/09/31 (Schneider) löveggel felszerelve.
1937-től minden löveget a motorizált tüzérségből (75 mm, 100 mm, 120 mm) gumiabroncsos kerekekkel szereltek fel (Michelin DS). A 120 mm-es lövegeket kisebb kerekekkel és sárhányóval is használták.
1937 előtt, a motorizált tüzérségek lövegeit az eredeti fa és acél kerekekkel használták, ami a maximális vontatási sebességet 7 km/h-ra korlátozta. Ezen kívül használtak gumiabroncsos görgőket, amiket a löveg kerekei alá helyeztek. A görgők nem feleltek meg, megesett, hogy elhagyták őket terepvontatás során.
Kezdetben használtak 105 mm-es wz.13 (Schneider) lövegeket is a motorizált tüzérségnél, melyeket speciális vontatókon szállítottak, illetve 155 mm-es wz.17 tarackokat görgőkkel. Ezeket kivonták a hadrendből 1935 körül.
A C4P vontatók másik felhasználási köre a motorizált légvédelmi tüzérség kötelékében volt. A háború előtt az 1. Légvédelmi tüzérségi ezrednél szolgáltak - ez egy nagy békeidőbeli egység volt, különféle járműveket és lövegeket foglalt magába. Legalább 18 C4P vontatót használtak a 75 mm-es wz.36 St. (vagy wz.38, Star) légvédelmi lövegek vontatására (ezek voltak az egyetlen modern lengyel konstrukciójú légvédelmi lövegek), illetve a hozzájuk tartozó felszerelés és lőszer vontatására.
A mobilizáció során minden 75 mm wz.36 St. löveget a C4P vontatókkal együtt a 11. Légvédelmi tüzérségi zászlóaljba soroltak (11. daplot - dywizjon artylerii przeciwlotniczej). Három 4 lövegből álló ütegből álltak, és támogatást nyújtottak Varsó védelmében. 1939 októberéig az egység védte Lublint, később pedig Łuck és Stanisławów városokat, közél a román határhoz. Végül október 19-én a 11. daplot parancsot kapott, hogy keljen át a magyar határon. Magyarországon átadták felszereléseiket és megadták magukat.
A féllánctalpasok vontattak még légvédelmi kereső fényszórókat, illetve Goertz hanglokátorokat, és szállították az Elektrotechnikai zászlóalj felszerelését is. 1939-ben a zászlóaljat átszervezték, három légvédelmi kereső fényszórós századot Varsó védelmére rendeltek. A 11. és a 17. század főleg Citroëns-Kegresse vontatókból állt, de a 14. század rendelkezett 28 C4P vontatóval és 4 wz. 34 féllánctalpas teherautóval.

## Galéria

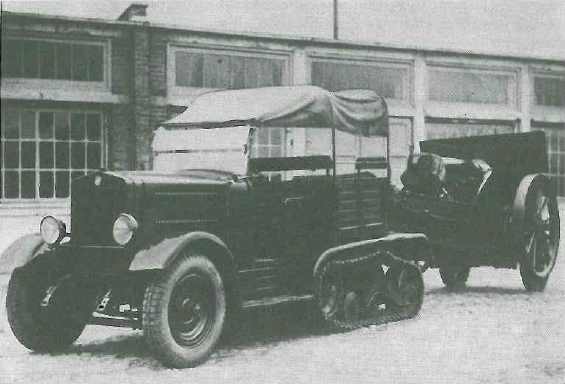
C4P tüzérségi vontató változat.